# Das Geschäft in der Hauptstraße
Das Geschäft in der Hauptstraße (Originaltitel Obchod na korze) ist ein tschechoslowakischer Film von Ján Kadár und Elmar Klos aus dem Jahr 1965, der auch unter dem deutschen Titel Der Laden auf dem Korso bekannt wurde. Das Drehbuch von Kadár und Klos entstand auf Basis der gleichnamigen Erzählung von Ladislav Grosman.
Der Film wurde mit mehreren Preisen ausgezeichnet, darunter dem Oscar für den besten fremdsprachigen Film.

## Handlung
In Zeiten des Slowakischen Staates wird der arme und unpolitische  Schreiner Tono Brtko 1942 von seinem Schwager Marcus Kolkotský, der Stadtführer bei der Hlinka-Garde ist, im Zuge der Arisierung zum „arischen Treuhänder“ eines kleinen Geschäfts auf der Hauptstraße ernannt. Seine habgierige Frau Evelyna ist geblendet von dem möglichen Gewinn aus den Verkäufen, während Tono bald herausfindet, dass das Geschäft, das der tauben und zurückgezogen lebenden alten Witwe Rozalie Lautmann gehört, bankrott ist und nur durch die finanzielle Unterstützung fortbesteht, die die alte Frau durch die jüdische Gemeinde erhält. Tono wird zum mehr oder weniger unfreiwilligen Helfer von Frau Lautmann, unterstützt sie im Geschäft, repariert ihre Möbel, während er andererseits seiner eigenen Frau vormacht, dass er durch den Laden bereits Geld verdiene. Dabei wird der indifferente Tono auch durch regelmäßige Geldzuweisungen der jüdischen Gemeinde dazu gebracht, sich halbwegs anständig zu verhalten.
Als die Juden von den Faschisten aus der Stadt deportiert werden sollen, entschließt sich Tono, der Witwe zu helfen. Die alte Dame ist sich zunächst überhaupt nicht darüber im Klaren, in welcher Gefahr sie sich befindet und erkennt nur langsam, dass Tono ihr beistehen will. In betrunkenem Zustand werden Ängste in dem Schreiner geweckt, dass er als ihr Helfershelfer auffliegen könnte. In seiner Ambivalenz will er Frau Lautmann zunächst ausliefern, besinnt sich dann aber eines Besseren. Als sie endlich versteht, dass es um die Deportation der Juden geht, gerät sie aus Furcht vor einem Pogrom in Panik. In seiner Angst, durch ihr Verhalten entdeckt zu werden, schiebt er die alte Frau mit Gewalt in eine Abstellkammer, in der sie zu Tode stürzt. Als Tono dies entdeckt, erhängt er sich im Geschäft.

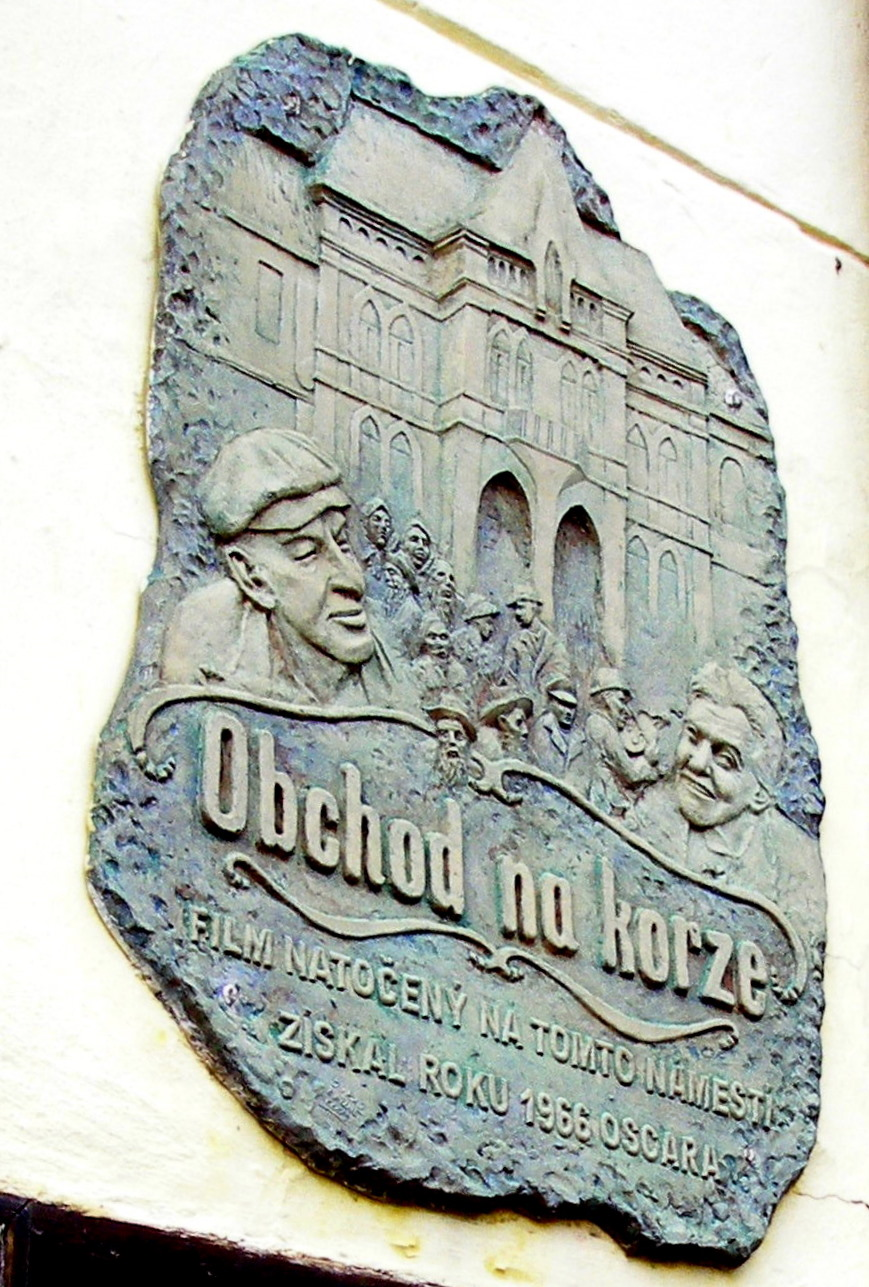
Gedenktafel am Drehort in Sabinov

## Auszeichnungen
Der Film wurde mehrfach ausgezeichnet und erhielt bei der Oscarverleihung 1966 den Oscar als bester fremdsprachiger Film. Ida Kamińska war in der folgenden Oscarverleihung 1967 darüber hinaus für den Oscar als beste Hauptdarstellerin nominiert und erhielt, ebenso wie Jozef Króner, bei den Internationalen Filmfestspielen von Cannes 1965 auch eine besondere Auszeichnung für ihre schauspielerische Darstellung. Außerdem war der Film bei den Festspielen in der Kategorie „Bester Spielfilm“ für die Goldene Palme nominiert. 1967 war Ida Kamińska außerdem für den Golden Globe Award als beste Hauptdarstellerin in einem Drama nominiert.
Des Weiteren gewann der Film den Kansas City Film Critics Circle Award (1967) und den New York Film Critics Circle Award in der Kategorie „Bester fremdsprachiger Film“ (1966) sowie den Publikumspreis beim Pilsen Film Festival im Jahr 1968.

## Kritik
„Ein eindrucksvoller Film, der von den großartigen darstellerischen Leistungen der Hauptdarsteller Króner und Kamińska und von der stilistischen Konsequenz einer realistischen Inszenierung lebt, die nur in einigen Traumsequenzen an Intensität verliert.“

„Eine engagierte Sozialstudie mit herausragenden Schauspielerleistungen und überzeugender Milieuschilderung.“

„Ein leider stets aktuelles Thema in meisterhafter Gestaltung: Totalitäre Systeme können sich auf die Mitarbeit auch anständiger Menschen verlassen, weil übergroße Macht ‚Durchschnittsgewissen‘ erschlägt. Zu empfehlen als Erinnerung und Warnung.“